# Frauenmaske von Uruk

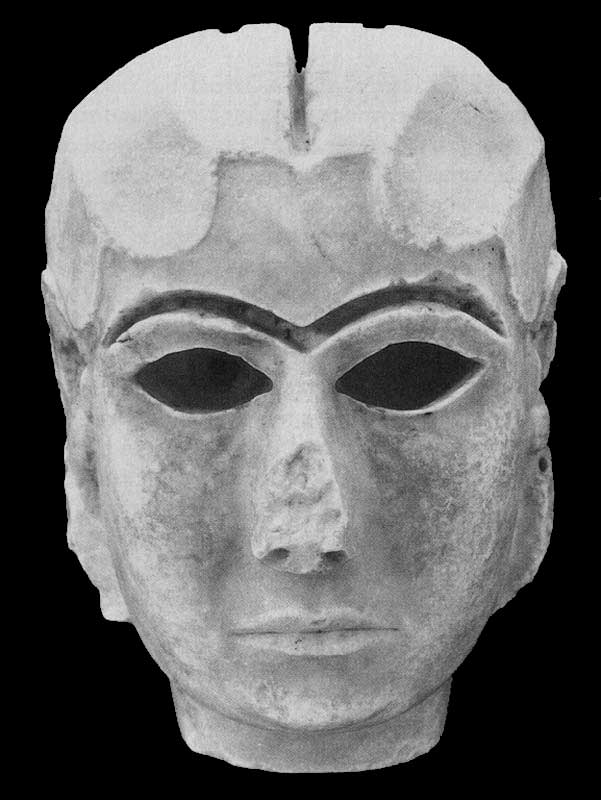
Frauenmaske von Uruk

Die Frauenmaske von Uruk ist ein aus Marmor gefertigter Frauenkopf. Dieser ist 20,1 cm hoch und wurde in Warka im Südirak gefunden. Er entstand während der Uruk-Zeit im ausgehenden 4. Jahrtausend v. Chr. Heute befindet er sich im Irakischen Nationalmuseum in Bagdad.
Das Stück stellt eine Singularität dar. Es ist an der Rückseite geglättet, so dass es womöglich an einer Wand befestigt werden konnte. Am Scheitel befindet sich eine Rinne, in der das Haar der Figur befestigt war. Dieses war vermutlich aus Goldblech gefertigt. Auch die Augen und Augenbrauen waren aus einem anderen Material hergestellt und eingelegt. Diese sind nicht erhalten.